# Hoël III
Pour les articles homonymes, voir Hoël de Bretagne.
Hoël III  est un chef armoricain légendaire. 

## Biographie Légende
Dans  l'Historia regum Britanniae de Geoffroi de Monmouth, il est seulement évoqué par le roi Cadwallon qui vient implorer des secours à son fils Salomon II contre les Merciens  du fait de leur parenté.Il est seulement précisé qu'il est le fils d'Alain Ier et le père de Salomon et que pendant sa vie « il terrifia toute la Gaule » 
Depuis Alain Bouchart et ses « Grandes Chroniques » de 1514, Hoël III est assimilé à Judaël le père du roi historique Judicaël qui devient ainsi le frère du pseudo Salomon qui correspond à l'Haëloc de la vita.

## Article lié
- Liste des rois légendaires d'Armorique

## Source
- (en) Peter Bartrum, A Welsh classical dictionary: people in history and legend up to about A.D. 1000, Aberystwyth, National Library of Wales, 1993 (ISBN 9780907158738), p. 417 HOEL III son of ALAN I (Fictitious).